# Сесаріо Гієрмо
Сесаріо Гієрмо-і-Бастардо (8 березня 1847 — 8 листопада) — домініканський військовик і політик, двічі обіймав посаду президента країни 1878 та 1879 років.